# Larch Way (Washington)
Larch Way es un lugar designado por el censo ubicado en el condado de Snohomish en el estado estadounidense de Washington. En el año 2010 tenía una población de 3.318 habitantes.

## Geografía
Larch Way se encuentra ubicado en las coordenadas 47°50′34″N 122°15′10″O / 47.84278, -122.25278.